# Русалка (драма)
«Русалка» — незакінчена п'єса Олександра Пушкіна, яку він почав у 1829 році і залишив без назви. Вперше опублікована Василем Жуковським вже після смерті поета в журналі «Сучасник» 1837 року.

## Аналіз драми
В основі драми лежать народні перекази про те, що дівчата, які втопилися, перетворюються на русалок. Дівчина гине, але в драмі О. С. Пушкіна вона не залишає думок ні батька, який божеволіє, ні коханого князя, з пам'яті якого не йде навіть після його одруження. «…дочка мірошника у першій картині — прекрасний пушкінський образ дівчини з народу, — багате яскравими фарбами зображення живої й пристрасної, гордої та вольової, палко люблячої і ображеної у своїй любові жінки, — то в інших картинах, ставши русалкою, вона перетворюється на втілення однієї ідеї, одного почуття — бажання помсти своїм образникам».
Как бросилась без памяти я в воду
Отчаянной и презренной девчонкой
И в глубине Днепра-реки очнулась
Русалкою холодной и могучей,
Прошло семь долгих лет...
Я каждый день о мщенье помышляю...
У драмі простежується не лише поетична складова, а й соціальний контекст, відбиті звичаї того часу. Русалка-селянка — не партія для князя, він відкуповується подарунками від своєї коханої. У пушкінському середовищі неодноразово відбувалося подібне, про казалося у листі Пушкіна до П. А. Вяземського. Князь, мірошник і дівчина-русалка є певними силами: дворянство, селянство із зачатками міщанства і ті, хто сам бажає вибрати свою нішу. Дівчина-русалка є не тільки втіленням вільного духу, але й силою, що карає, голосом совісті. Вона рухається до майбутнього часу. У коментарях одного із зібрань творів Пушкіна зазначалося: «Пушкін посилив у ній це почуття свободи, давши їй здатність великого обурення, тривалого, свідомого, проти рабства, яке нав'язував їй зовнішній світ».
Мірошник — це людина праці, вона уважно розпоряджається доходами і не проти чимось нажитися за рахунок князя. «У мірошнику є добра основа, є в ньому й інше — запоруки майбутньої буржуазної людини, зі згідливою совістю, з безжальним прозаїзмом». Князь же — людина минулого часу, вона йде всупереч своїм почуттям, на догоду тому, що є прийнятним в суспільстві. «Народний характер драми яскраво проявляється й у мові дійових осіб, у якій Пушкін з незвичайною майстерністю поєднав елементи селянського і старовинного просторіччя з поетичними формулами народної поезії, зберігши водночас у мові персонажів тонкі відтінки соціального характеру тих, хто мовить. Народність драми посилюється введенням до неї справжнього весільного обряду з його піснями та ритуалом».
На думку Владислава Ходасевича: «„Русалка“, як і весь Пушкін, — глибоко автобіографічна. Вона — віддзеркалення історії з тією дівчиною, яку поет „необережно обрухав“. „Русалка“ і є та безіменна дівчина, яку відіслали народжувати у Болдіно, Князь — сам Пушкін». Цим висловом він підняв хвилю обурень серед критиків на шість років.

## Закінчення
В. Г. Бєлінський був дуже засмучений тим фактом, що поет не встиг дописати закінчення: «Хоч кінець її й зрозумілий: князь повинен загинути, захоплений русалками, на дні Дніпра! Але якими б фантастичними фарбами, якими дивними образами все це було сказано у Пушкіна — і все це загинуло для нас!».
Олександр Вельтман наприкінці 1830-х років першим вигадав закінчення цієї п'єси. Для завершення картини відносин із князем він залишив дуже вагомий натяк. Русалки воскресають утопленницю і дають їй установку:
...кто жизни шлет проклятья,
Пылко, страстно полюби,
Замани в свои объятья
И в пучине утопи!
Подібне закінчення запропонував і Олександр Даргомижський в опері, яка з'явилася на сценах оперних театрів з 1856 року. У 1866 році своє закінчення п'єси запропонував А. І. Штукенберг. У 1877 році свою спробу зробив режисер та актор А. Ф. Богданов. У 1897 році Д. Д. Зуєв опублікував у журналі «Російський архів» закінчення п'єси, нібито списане ним зі слів письменника, насправді закінчення п'єси спиралося на твори попередніх авторов. У 1942 році В. В. Набоков створює свою версію, в якій дочка-русалка кличе батька до покинутої вітчизни на дно:
...Ты наш, с тех пор
как мать мою покинул и тоскуешь.
На темном дне отчизну ты узнаешь,
где жизнь течет, души не утруждая.
Ты этого хотел…
Але після закінчення тексту автор підписав: «Пушкін стискає плечима». Дуже багато спроб було зроблено з написання закінчень драми «Русалка».

## Критика
С. М. Бонді відносить драму «Русалка» до пушкінських «маленьких трагедій», він аргументує це так: «…та сама поглибленість психології, так само взятий в основу „світовий образ“ русалки, на тих же функціях введено фантастичний елемент, ті ж самі пісні, що переривають дію та емоційно збагачують її (у „Русалці“ особливо багато пісень!), та ж витончена при всьому лаконізмі розробка окремих моментів (сцена прощання князя з дочкою мірошника, зустріч з божевільним мірошником), ті ж, нарешті, розміри „Маленької трагедії“ у написаній частині майже закінченої драми…».
Міфологію твору С. М. Бонді називає «органічною сферою того, що відбувається. Вона дозволяє показати непомітні для простого ока, але дуже міцні зв'язки явищ, дозволяє побачити закономірності життя, на які людина не може впливати, але, прийнявши які вона може влитися в стихію і життя, і любові. Бережне та уважне ставлення до світу міфології, який Пушкін добре знав, створюють у драмі картину дивовижної достовірності та гармонійності».
Фантастика у Пушкіна, — Н. Я. Берковський зауважує, що фантастичний світ у Пушкіна «вибухає не реальність взагалі, як це буває у фольклорі, але соціальну історичну обмеженість реальності».

## Адаптація твору
- Опера «Русалка» (1856) О. С. Даргомижського.
- «Русалка» (1910), екранізація режисера Василя Гончарова.
- «Русалка» (1971), екранізація опери О. С. Даргомижського 1971 року.